# L'attaque dura cinq jours
Pour plus de détails, voir Fiche technique et Distribution.
L'attaque dura cinq jours (chinois : 八百壯士, Ba bai zhuang shi) est un film taïwanais réalisé par Ting Shan-hsi et sorti en 1975 au cinéma. Ayant béneficié d'un doublage en français mais sorti dans un « minable circuit spécialisé comme un vulgaire film de karaté », il réalise 10 778 entrées en France.

## Histoire
Le film décrit les événements de la défense de l'entrepôt Sihang.

## Fiche technique
- Titre : L'attaque dura cinq jours
- Autre titre : Le pont le plus long
- Titre original : 八百壯士 (Ba bai zhuang shi)
- Réalisation : Ting Shan-hsi
- Scénario : Ting Shan-hsi
- Société de production : Central Motion Picture Corporation
- Pays d'origine : République de Chine
- Langue originale : mandarin
- Format : couleurs - 2,35:1 - mono - 35 mm
- Genre : Drame, historique, guerre et film de propagande
- Durée : 140 minutes
- Date de sortie : 1975 ; 11 juillet 1979 (France)[1]

## Distribution
- Ko Chun-hsiung : Hsieh Chin-yuan, un officier chinois
- Lin Ching-hsia : Yang Huimin, une girl-scout prête à mouiller la chemise
- Hsu Feng : madame Hsieh, épouse du premier
- Sylvia Chang : une girl-scout d'origine chinoise
- Chin Han : un soldat chinois
- Chang Yi : un soldat chinois
- Huang Chia-ta : M. Wang
- Paul Chang Chung : un officier chinois
- Fang Mian : un officier japonais
- Ko Hsiao-pao : un soldat chinois en surpoids
- Chen Hung-lieh : un officier japonais (brève apparition)

## Récompenses et accueil critique
Le film est primé à l'Asian Film Festival de 1976 : meilleur film, meilleure actrice (ex-aequo) pour Lin Chin-hsia, prix spécial pour mademoiselle Hsu Feng. Il reçoit le « prix pour l'esprit national » à la 13e cérémonie des Golden Horse Film Festival and Awards.
Selon Gilles Colpart, il s'agit d'une production tout-à-fait honorable, ne manquant ni de rythme ni d'ampleur ni d'émotion ni de réalisme, permettant se suivre avec clarté et simplicité un haut fait de résistance peu connu, et à laquelle il ne manque que d'un certain sens de l'analyse.